# Fenioux, Charente-Maritime
Fenioux là một xã trong tỉnh Charente-Maritime tổng Saint-Savinien trong vùng Nouvelle-Aquitaine, tây nam nước Pháp. Xã Fenioux, Charente-Maritime nằm ở khu vực có độ cao trung bình 43 mét trên mực nước biển.

## Dân số
| Năm  | Dân số | Mật độ |
| ---- | ------ | ------ |
| 1962 | 112    | -      |
| 1968 | 122    | -      |
| 1975 | 116    | -      |
| 1982 | 134    | -      |
| 1990 | 133    | -      |
| 1999 | 124    | 13/km² |